# Conan Gray
Conan Lee Gray (Lemon Grove, 5 de dezembro de 1998) é um cantor, compositor e ex-YouTuber norte-americano. Seu primeiro álbum de estúdio, Kid Krow (2020), estreou no número 5 da Billboard 200 dos EUA, tornando-se a maior estreia de um novo artista nos EUA naquela parada musical em 2020. Kid Krow inclui os singles de sucesso comercial "Maniac" e "Heather" (o seu maior êxito até ao momento), lançados em 2019 e 2020 respectivamente. Em 2022, lançou o seu segundo álbum, Superache, que chegou à 9.ª posição da Billboard 200, e em 2024 lançou o seu terceiro álbum, Found Heaven, que alcançou o 14.º posto da mesma. 

## Primeiros anos
Conan Lee Gray nasceu em 5 de dezembro de 1998, em Lemon Grove, Califórnia, filho de pai irlandês e mãe japonesa. Quando criança, sua família se mudou para Hiroshima, no Japão, devido ao avô precisar de cuidados médicos. Depois de morar lá por dois anos, a família voltou para a Califórnia. Gray costumava falar japonês fluentemente, mas desde então perdeu sua proficiência.
Os pais de Gray se divorciaram quando ele tinha três anos de idade. Em um vídeo, "Draw My Life", ele detalha suas experiências com o divórcio quando criança. Como seu pai estava no exército, Gray se mudou doze vezes ao longo de sua infância, se mudando três vezes somente na sexta série. Gray era frequentemente intimidado em toda a escola por ter ascendência asiática. A certa altura, ele era uma das cinco crianças de ascendência asiática da sua escola.
Gray finalmente se estabeleceu em Georgetown, Texas, na pré-adolescencia, onde permaneceu pelo resto da adolescência. A vida de Gray no centro do Texas inspirou grande parte de sua arte e música. Ele foi aceito na Universidade da Califórnia em Los Angeles e se mudou para um apartamento em Los Angeles, em setembro de 2017. Como relembrado em seu vídeo "Draw My Life": "Gosto de pensar em minha vida em pedaços. Foi recolhido, movido e reorganizado,tantas vezes, que você mal pode dizer que foi vivido na mesma vida".

## Carreira

### 2015–2017: Início de carreira no YouTube
Ele criou seu canal oficial em 2013, e começou a criar vídeos aos nove anos. O conteúdo do vlog de Gray se concentra fortemente em sua vida em uma pequena cidade do Texas, e ele é frequentemente saudado por apreciar a nostalgia relacionada à Americana. Gray gravou música, mostrou sua arte e criou outros vídeos para seu vlog, com mais de vinte e cinco milhões de visualizações até 2017. Gray começou a estudar cinema na UCLA. Logo após o início das aulas, ele fez um hiato na escola para seguir uma carreira musical.

### 2018–2019:Sunset Season
Gray lançou seu single de estreia, "Idle Town", em março de 2017. A música ganhou mais de 14 milhões de reproduções no Spotify e 12 milhões de visualizações no YouTube. Em outubro de 2018, Gray lançou o single "Generation Why" através da Republic Records. A canção foi descrita como "uma convocação para a geração do milênio". Em novembro de 2018, Gray lançou o EP Sunset Season, que inclui cinco faixas:  "Idle Town", "Generation Why", "Crush Culture", "Greek God", "Lookalike". O EP alcançou o 2º lugar na parada de álbuns da Billboard Heatseekers Albums. Gray embarcou em uma turnê norte-americana em apoio ao EP com a ajuda de Girl in Red.
Gray se apresentou como ato de abertura para o Panic! at the Disco durante sua turnê Pray for the Wicked, em fevereiro de 2019, e tocou em festivais como The Great Escape, além de fazer turnês nacionais.
Em fevereiro de 2019, Gray relançou o single "The Other Side", depois de publicá-lo originalmente no YouTube em 2016, na véspera do primeiro dia de seu último ano do ensino médio. Entre março e outubro de 2019, Gray lançou uma série de singles de seu álbum de estreia, Kid Krow, os singles "Checkmate", "Comfort Crowd" e "Maniac", e um single independente, "The King". Ele estreou na parada de singles New Zealand Hot Singles (Nova Zelândia). O videoclipe de "Maniac" apresenta uma aparição da atriz britânica Jessica Barden.  Um ano após o lançamento de Sunset Season, Gray foi ao Twitter para comemorar o aniversário de um ano do lançamento do EP. O tweet mostrava uma captura de tela do crescimento do EP no Spotify, mostrando que havia ganho mais de 145 milhões de reproduções em um ano. Gray foi premiado com o Shorty Award de 2019 como melhor músico do YouTube e foi indicado como Artista Revelação no Streamy Awards de 2019.

### 2020-presente:Kid Krow
Durante a segunda semana de 2020, Gray alimentou as expectativas de seus fãs online, twittando dicas diárias sobre o título de seu álbum de estreia. Em 9 de janeiro de 2020, Conan Gray revelou o título de seu álbum de estreia, "Kid Krow" e escreveu: "Digo mais sobre esse álbum do que já disse na vida e mal posso esperar para contar a vocês todos os meus segredos. Amo vocês". Gray lançou "The Story", o quarto single do álbum, no mesmo dia.

## Discografia
Álbuns de estúdio
- Kid Krow (2020)
- Superache (2022)
- Found Heaven (2024)
- Wishbone (2025)

## Prêmios e indicações
| Ano  | Prêmio                        | Categoria                   | Indicação           | Resultado | Ref.   |
| ---- | ----------------------------- | --------------------------- | ------------------- | --------- | ------ |
| 2019 | Shorty Awards                 | Melhor Músico do YouTube    | Ele próprio         | Venceu    | [ 29 ] |
| 2019 | Streamy Awards                | Artista Revelação           | Ele próprio         | Indicado  | [ 30 ] |
| 2020 | People's Choice Awards        | O Artista Revelação de 2020 | Ele próprio         | Indicado  |        |
| 2020 | MTV Video Music Awards        | Melhor Artista Push do Ano  | Ele próprio         | Indicado  |        |
| 2020 | MTV Europe Music Awards       | Melhor Artista Push         | Ele próprio         | Indicado  |        |
| 2021 | Gold Derby Music Awards       | Melhor Artista Revelação    | Ele próprio         | Indicado  |        |
| 2024 | Festival de Cinema de Tribeca | Melhor Videoclipe           | "Never Ending Song" | Venceu    |        |

## Singles
| Nome                | Ano  |
| Grow                | 2018 |
| Idle Town           | 2018 |
| Generation Why      | 2018 |
| Crush Culture       | 2018 |
| Greek God           | 2018 |
| Lookalike           | 2018 |
| The Other Side      | 2019 |
| The King            | 2019 |
| Wish You Were Sober | 2020 |
| Fake                | 2020 |
| Overdrive           | 2021 |
| Astronomy           | 2021 |
| People Watching     | 2021 |
| Telepath            | 2021 |
| Jigsaw              | 2022 |
| Memories            | 2022 |
| Yours               | 2022 |
| Never Ending Song   | 2023 |
| Winner              | 2023 |
| Killing Me          | 2023 |

## Álbuns
| Álbum        | Ano  | Faixas incluídas           |
| ------------ | ---- | -------------------------- |
| Kid Krow     | 2020 | Comfort Crowd              |
| Kid Krow     | 2020 | Wish You Were Sober        |
| Kid Krow     | 2020 | Maniac                     |
| Kid Krow     | 2020 | (Online Love)              |
| Kid Krow     | 2020 | Checkmate                  |
| Kid Krow     | 2020 | The Cut That Always Bleeds |
| Kid Krow     | 2020 | Fight or Flight            |
| Kid Krow     | 2020 | Affluenza                  |
| Kid Krow     | 2020 | (Can We Be Friends?)       |
| Kid Krow     | 2020 | Heather                    |
| Kid Krow     | 2020 | Little League              |
| Kid Krow     | 2020 | The Story                  |
| Superache    | 2022 | Movies                     |
| Superache    | 2022 | People Watching            |
| Superache    | 2022 | Disaster                   |
| Superache    | 2022 | Best Friend                |
| Superache    | 2022 | Astronomy                  |
| Superache    | 2022 | Yours                      |
| Superache    | 2022 | Jigsaw                     |
| Superache    | 2022 | Family Line                |
| Superache    | 2022 | Summer Child               |
| Superache    | 2022 | Footnote                   |
| Superache    | 2022 | Memories                   |
| Superache    | 2022 | The Exit                   |
| Found Heaven | 2024 | Found Heaven               |
| Found Heaven | 2024 | Never Ending Song          |
| Found Heaven | 2024 | Fainted Love               |
| Found Heaven | 2024 | Lonely Dancers             |
| Found Heaven | 2024 | Alley Rose                 |
| Found Heaven | 2024 | The Final Fight            |
| Found Heaven | 2024 | Miss You                   |
| Found Heaven | 2024 | Bourgeoisieses             |
| Found Heaven | 2024 | Forever With Me            |
| Found Heaven | 2024 | Eye Of The Night           |
| Found Heaven | 2024 | Boys & Girls               |
| Found Heaven | 2024 | Killing Me                 |
| Found Heaven | 2024 | Winner                     |

## Turnês
Turnês solos
- The Sunset Shows (2018–19)
- The Comfort Crowd Tour (2019)

Ato de abertura
- Pray For The Wicked Tour (Panic! At The Disco)